# Steve Finnan
Steve Finnan, właśc. Stephen John Finnan (ur. 24 kwietnia 1976 w Limerick) – irlandzki piłkarz występujący na pozycji prawego obrońcy. W 2010 roku zakończył karierę.

## Kariera klubowa
Finnan swoją karierę piłkarską rozpoczął w szkółce piłkarskiej klubu Wimbledon FC. Zawodową karierę rozpoczął natomiast w roku 1993 Welling United. W czasie dwóch lat gry w tym zespole zagrał tam w 41 spotkaniach, w których zdobył jedną bramkę. Następnie, w czerwcu 1995 roku za kwotę 100 tysięcy funtów przeszedł do Birminghamu City. Swój debiutancki sezon zakończył z 12 ligowymi występami oraz jedną bramką. W następnych rozgrywkach wystąpił w trzech spotkaniach, po czym, w marcu 1996 roku został wypożyczony do występującego wówczas w League One Notts County.
W zespole tym pierwszy raz wystąpił w meczu ze Shrewsbury Town. Finnan w drużynie The Magpies na zasadzie wypożyczenia grał do października, kiedy to Notts County za 300 tysięcy funtów wykupiło go na stałe od drużyny Birminghamu City. W swojej drużynie Irlandczyk był podstawowym zawodnikiem i sezon 1996/1997 zakończył z 23 występami, jego drużyna spadła jednak do League Two. 30 sierpnia 1997 roku w spotkaniu z Cardiff City zdobył swoją pierwszą bramkę dla swojego zespołu. W sezonie 1997/1998 zaliczył jeszcze cztery trafienia i zagrał jeszcze w 43 meczach. W następnych rozgrywkach wystąpił w 13 pojedynkach, po czym, w listopadzie 1998 roku przeszedł do Fulhamu.
W nowej drużynie zadebiutował 21 listopada w potyczce z Chesterfield. 20 marca następnego roku w pojedynku z Blackpoool wygranym przez londyńską drużynę 4:0 zdobył pierwszą bramkę. Cały sezon 1998/1999 zakończył natomiast z 22 występami oraz dwoma trafieniami. Na dodatek wraz ze swoim klubem cieszył się z awansu do League Championship. Przez następne dwa sezony Irlandczyk nie stracił miejsca w wyjściowej jedenastce Fulhamu i występował kolejno w 36 oraz 45 meczach. W tym czasie jego drużyna awansowała do Premier League. W najwyższej klasie rozgrywkowej w Anglii Finnan zadebiutował 19 sierpnia 2001 roku w spotkaniu z Manchesterem United. Sezon 2001/2002 zakończył z 38 występami, jego drużyna wygrała również Puchar Intertoto, czym zapewniła sobie awans do Pucharu UEFA. Fulham rozgrywki te zakończyło na trzeciej rundzie, w której polegli w dwumeczu z Herthą Berlin. Sezon 2002/2003 był jego ostatnim w drużynie The Cottagers. W letnim okienku transferowym za 3,5 miliona funtów przeszedł do Liverpoolu.
W drużynie tej zadebiutował 17 sierpnia w meczu z Chelsea F.C. W pierwszym sezonie na Anfield Road wystąpił jeszcze w 21 meczach Premier League. 11 września 2004 roku w wygranym 3:0 meczu z West Bromwich Albion zdobył swoją pierwszą bramkę dla The Reds. Ponadto jego zespół dotarł do finału Pucharu Ligi, przegrał jednak w nim z Chelsea F.C. po dogrywce, a Finnan zagrał przez pełne 120 minut. W półfinale Ligi Mistrzów pokonał ten sam zespół i awansował do finału tych rozgrywek, w którym miał się zmierzyć z A.C. Milan. Irlandczyk wystąpił tylko w pierwszej połowie wygranego przez jego zespół po serii rzutów karnych meczu. Cały sezon zakończył z 33 występami oraz jedną bramką. Ponadto świętował zdobycie Superpucharu Europy. W następnym sezonie wystąpił w 33 meczach, zdobył także Tarcza Wspólnoty i Puchar Anglii. W maju 2007 roku Liverpool awansował do finału Ligi Mistrzów. Ponownie zmierzył się w nim z AC Milanem, jednak tym razem przegrał 2:1. Finnan grał do 88. minuty, po czym został zmieniony przez Álvaro Arbeloę. Sezon 2007/2008 był jego ostatnim spędzonym w Liverpoolu. Zagrał w nim w 24 ligowych meczach a jego drużyna zajęła 4. miejsce w tabeli Prmeier League. W letnim okienku transferowym podpisał kontrakt z hiszpańskim Espanyolem Barcelona.
W katalońskiej drużynie zadebiutował 20 września w zremisowanym 1:1 spotkaniu z Getafe CF, zmieniając w 79. minucie Gregory’ego Berangera. Irlandczyk nie grał często w Espanyolu z powodu kontuzji. Po wygaśnięciu kontraktu z hiszpańskim zespołem, 28 lipca 2009 roku przeszedł do Portsmouth. Zadebiutował tam 3 października w meczu ligowym z Wolverhampton Wanderers.

## Kariera reprezentacyjna
Finnan ma za sobą występy w reprezentacji Irlandii U-21. W seniorskiej kadrze zadebiutował 26 kwietnia 2000 roku w spotkaniu z Grecją. Pierwszą bramkę zdobył natomiast 15 listopada tego samego roku w pojedynku z Finlandią. Dwa lata później Mick McCarthy powołał go na Mistrzostwa Świata. Na tym turnieju Irlandia dotarła do 1/8 finału, w którym przegrała z Hiszpanią a on sam zagrał we wszystkich czterech spotkaniach. Dotychczas w barwach narodowych Finnan wystąpił ponad 50 razy oraz zdobył dwie bramki.